# Szijjártó István (labdarúgó)
Szíjjártó István (Budapest, 1958. december 21. –) labdarúgó, hátvéd.

## Pályafutása

### Játékosként
A serdülő korosztályban a Ferencváros játékosa volt, majd ifiként a TFSE-ben szerepelt. Az érettségi után felhagyott a futballal és az Intercontinental szállodában dolgozott. 1979-es bevonulása után a Honvéd Osztapenko játékosa lett. A leszerelése után a leigazolta a Budafok. 1984 és 1988 között a Vasas labdarúgója volt. Az élvonalban 1984. szeptember 1-jén mutatkozott be a Videoton ellen, ahol csapata 3–1-es vereséget szenvedett. Tagja volt az 1986-os magyar kupa-győztes csapatnak. 1988 és 1990 között Bp. Honvéd játékosa volt. A kispesti csapattal 1989-ben bajnokságot és magyar kupát is nyert. Az élvonalban összesen 149 mérkőzésen szerepelt és 16 gólt szerzett.

### Edzőként
2007-ben Urbán Flórián távozását követően a másodosztályú FC Felcsút edzője lett. Ezt követően az utánpótlásban dolgozott, többek közt a Budapest Honvédnál és a Videotonnál. Robert Jarni segítőjeként vállalt munkát a Puskás Akadémia csapatánál, majd a horvát edző távozását követően ő vette át a felcsúti csapat irányítását, azonban az élvonalból való kiesést nem sikerült elkerülnie a csapattal a 2015–2016-os szezon végén. Szijjártó maradt a csapat élén az NB II-ben is, de a gyengébb eredmények után 2016 novemberében szerződést bontottak vele. 2017. szeptember 12-én a másodosztályú Fc Csákvár vezetőedzője lett.

## Sikerei, díjai
- Magyar bajnokság
  - bajnok: 1988–89
- Magyar kupa (MNK)
  - győztes: 1986, 1989
  - döntős: 1990